# Rhinacanthus obtusifolius
Rhinacanthus obtusifolius är en akantusväxtart som först beskrevs av Hermann Heino Heine, och fick sitt nu gällande namn av I.Darbysh.. Rhinacanthus obtusifolius ingår i släktet Rhinacanthus och familjen akantusväxter. Inga underarter finns listade i Catalogue of Life.